# Nicole O'Bomsawin
Nicole O'Bomsawin, née à Odanak, est une anthropologue, muséologue militante et conteuse québécoise d'origine abénaquise. Formée à l'université de Montréal, elle administre, au cours de sa carrière, le musée des Abénakis et le musée de la civilisation. Elle est aussi professeure d'anthropologie, d'abord au cégep de Drummondville puis à l'institution Kiuna. Elle est également collaboratrice à l'Institut national de la recherche scientifique au Québec.

## Biographie

### Éducation
Nicole Nasnastasis O'Bomsawin est anthropologue et muséologue de formation. En 1977, elle obtient un baccalauréat en anthropologie de l'université de Montréal. Après ses études, elle devient coordinatrice de projet de recherche pour Emploi et Immigration Canada. 
De 1984 à 2006, elle est directrice du musée des Abénakis, la première institution muséale autochtone au Québec. Alors qu'elle y travaille, elle participe à organiser des expositions thématiques, permanentes ou temporaires, mettant en valeur divers aspects de la culture autochtone,,, notamment à destination des habitants des réserves Wôlinak et Odanak.
Elle est également, de 1990 à 1992, enseignante d'anthropologie au Cégep de Drummondville. Depuis 2012, elle est professeur d'anthropologie et donne le cours « Projet social » à l'Institution Kiuna, le premier centre d'études collégiales consacré à l'éducation des autochtones au Québec depuis la fermeture du collège Manitou,. Elle a donné plusieurs conférences à différents niveaux scolaires pour partager une différente version de l'histoire autochtone au Québec et pour faire « tomber les préjugés et les stéréotypes et aussi actualiser l'image de l'amérindien ».
O'Bomsawin écrit des livres destinés aux enfants dans lesquels elle présente des légendes et des contes autochtones, ce qui participe à donner une nouvelle image des autochtones au Québec. En 2012, elle écrit Les Algonquiens aux éditions Cornac. En 2020, elle publie 8tlokaw8ganal aux éditions Hannenorak. Les deux ouvrages sont illustrés par Sylvain Rivard[source secondaire souhaitée].  
En 2021, le Conseil scolaire catholique Providence brûle près de 5 000 livres jugés stéréotypés dans un but de réconciliation avec les Premières Nations. Pour  O'Bomsawin, brûler des livres n'est pas une bonne chose à faire. Elle soutient que « La censure n’est pas un outil d’éducation. Une sélection en fonction de l’âge aurait été préférable. […] On a manqué une belle occasion de faire de l'éducation au sujet des préjugés liés aux autochtones ».

### Engagement politique
Elle s'est impliquée comme conseillère dans son Conseil de bande en plus d'œuvrer comme consultante autochtone auprès de diverses organisations.[réf. nécessaire] Sur la question du droit de vote, « elle déplore l'absence d'éducation sur le système électoral dans les communautés autochtones après l'obtention du droit de vote [en 1969] ».
Elle est également engagée dans la lutte féministe, plus précisément dans la question de la condition des femmes autochtones. Elle intervient notamment à ce sujet dans le documentaire Femmes invisibles et indivisibles réalisé par Maude Marcaurelle,. Elle a fait partie de l'association Femmes autochtones du Québec et a prêté une attention particulière aux près de 1 200 dossiers de femmes autochtones assassinées ou disparues au Canada depuis les années 1980.»
Elle œuvre aussi en tant que militante écologique. Elle occupe de 2006 à 2011 le poste d'adjointe de direction de la coopérative de solidarité de la Réserve de la biosphère du Lac-Saint-Pierre,. Elle a également donné plusieurs conférences sur les liens entre la nature et la spiritualité autochtone. Celle-ci pense que la lutte écologique est l'occasion de bâtir des ponts entre les nations autochtones et les citoyens canadiens.
Elle est élue au conseil de la Première Nation d'Odanak en 2021.

### Arts et cultures
Nicole O'Bomsawin détient plusieurs savoir-faire traditionnels légués par ses parents et grands-parents. Pour en assurer la transmission, elle crée une troupe de danse Mikwöbait qui joue à différentes occasions ; dans des festivals, dans des écoles et dans des fêtes. Elle présente une quinzaine de contes qu'elle présente entre les danses. Elle commence à conter en 2001 des bribes d'histoires de cinq minutes, dans un spectacle mis en scène par Michel Faubert. Ensuite, elle conte dans différents festivals comme Mémoire et Racines à Saint-Charles-Borromée ou au Festival des Grandes Gueules à Trois-Pistoles. 
En 2015, elle participe à l'enregistrement de certaines chansons du livre-disque Chansons démodées de Lise Roy et Philippe Gélinas. 
Après avoir occupé le poste de directrice du musée des Abénakis de 1983 à 1989, puis de 1992 à 2006, elle est nommée membre du conseil d'administration du musée de la Civilisation de Québec en 2022. 

## Œuvre

### Livres jeunesses
- Nicole O'Bomsawin et Sylvain Rivard, Les Algonquiens, Québec, Éditions Cornac, 2012, 90 p. (ISBN 9782895291992)
- Nicole O'Bomsawin et Sylvain Rivard, 8tlokaw8ganal, Wendake, Éditions Hannenorak, 2020, 37 p. (ISBN 9782923926506)

## Prix et distinctions

### Prix
- 2005 : Prix Bernard Assiniwi pour ses engagements et la promotion des cultures autochtones[8].

### Décoration
- 2008 : Médaille Benemerenti, remise par Raymond Saint-Gelais au nom du pape Benoît XVI pour le travail qu'elle a accompli au sein de Conseil pour la réconciliation, la solidarité et la communion[20].
- 2011 : Lauréate d'un doctorat honoris causa, remis par l'université de Montréal pour ses engagements politiques et culturels[15],[21].